# Лисма
«Лисма» (С 2017 года имеет статус ООО; с 2007 года — статус Государственного унитарного предприятия Республики Мордовия (ГУП РМ), с 1992 по 2007 годы — Открытое акционерное общество) — производственная компания в г. Саранске (Республика Мордовия), специализирующаяся на производстве источников света.
Ранее являлось одним из градообразующих предприятий города Саранска.
Слово «лисма» происходит от эрз. и (мокш.) «лисьма» — колодец, источник.

## История до 2000 года
14 апреля 1949 года было принято решение Совета Министров СССР о строительстве электролампового завода в г. Саранске (14 апреля в Мордовии официально считается Днём Светотехника). В 1956 году был произведен пуск завода, выпущена первая партия продукции.
В 1964 году создано Саранское производственное объединение «Светотехника», которое собрало под единое управление Саранский электроламповый завод, Ардатовский светотехнический завод, Рузаевский завод электровакуумного машиностроения и Саранские заводы электровакуумного стекла и специальных источников света (строящиеся на тот момент).
К 1990-м годам СПО «Светотехника» является одним из лидеров отрасли. На предприятии ведётся производство металлогалогенных ламп (с 1978 г.), натриевых ламп высокого давления ДНаТ (с 1982 г.) газоразрядных ламп высокого давления типа ДРЛ (с 1965 г.), световых приборов (люстры, светильники) (с 1972 г.), специальных ламп (с 1964 г.). В 1992 году предприятие стало открытым акционерным обществом.

## Новейшая история
В 2003 году ОАО «Лисма» вошло в состав холдинга В. А. В. С. (руководитель — Виктор Столповских, один из руководителей реставрационных работ в Кремле в 90-е годы).
Вхождение в холдинг должно было обеспечить предприятию новые возможности по сбыту и техническому перевооружению. Однако синергетический эффект в полной мере достигнут не был и с 10 сентября 2007 года ОАО «Лисма» вновь отошла государству, став государственным унитарным предприятием Республики Мордовия.
В конце 2014 года предприятие рассчиталось с государством по налогам в полном объёме.
С сентября 2015 года власти Республики Мордовия начали реализацию масштабной программы модернизации предприятия. Был обновлен топ-менеджмент «Лисмы», утверждены инвестиционные проекты развития. Завод начал освоение новых видов продукции, в числе которых светодиодные филаментные лампы, газоразрядные лампы высокого давления для уличного освещения, лампы для освещения теплиц.
С 1 октября 2017 г. произошло разделение на два самостоятельных юридических лица: ООО «Лисма» и ГУП Республики Мордовия "УК "Индустриальный (промышленный) парк «Светотехника». ООО «Лисма» продолжило производство светотехнической продукции и реализацию программ развития; "УК "Индустриальный парк «Светотехника» занялась подготовкой инфраструктуры для резидентов индустриального парка. Собственником обоих юридических лиц остается Правительство Республики Мордовия.
29 марта 2018 состоялось торжественное открытие первой зарубежной дочерней структуры «Лисмы» в Республике Бурунди (Восточная Африка) — российско-африканской компании TLLINNO, зарегистрированной 19 октября 2016 года.
Решением Арбитражного суда Республики Мордовия (резолютивная часть объявлена 17.03.2020г.) по делу №А39-3424/2019 должник ООО «Лисма» (ОГРН 1171326006170, ИНН 1327030735, юр. адрес: (430034, Республика Мордовия, г. Саранск, ул. Лодыгина, д. 5) признан несостоятельным (банкротом) и в отношении его имущества открыто конкурсное производство. Конкурсным управляющим утвержден Булгаков Вячеслав Иванович (Единый федеральный реестр сведений о банкротстве).

## Инфраструктура
Подготовка кадров для предприятий «Лисмы» ведется на базе светотехнического факультета Мордовского государственного университета.
В годы расцвета предприятие владело футбольной командой «Светотехника» (позже «Лисма», «Лисма-Мордовия», «Мордовия»), собственным Домом отдыха (Сивинь) и др.

## Руководители предприятия
- Коваленко, Иван Семёнович — директор с 1962 по 1978 гг., Герой Социалистического Труда.
- Левакин, Вячеслав Алексеевич — директор с 1978 по 1994 гг.
- Литюшкин, Владимир Васильевич — генеральный директор с 1995 по 2003 гг.  Член Совета Федерации ФС РФ от Республики Мордовия - до 2021 года.
- Козлов, Виталий Николаевич — генеральный директор с 2003 по 2014 гг.
- Константинов Игорь Викторович — генеральный директор с 2014 по 2020 год.
- Шарипов Тимур Александрович - собственник, генеральный директор управляющей компании, с 2020 по настоящее время.